# Isopterygium saporense
Isopterygium saporense är en bladmossart som beskrevs av Bescherelle 1885. Isopterygium saporense ingår i släktet Isopterygium och familjen Hypnaceae. Inga underarter finns listade i Catalogue of Life.